# Rhynchospora papillosa
Rhynchospora papillosa är en halvgräsart som beskrevs av William Wayt Thomas. Rhynchospora papillosa ingår i släktet småag, och familjen halvgräs. Inga underarter finns listade i Catalogue of Life.